# Meurtres à Étretat
Pour plus de détails, voir Fiche technique et Distribution.
Meurtres à Étretat est un téléfilm français réalisé par Laurence Katrian, dans la collection Meurtres à... et diffusé, pour la première fois en Belgique le 15 mars 2015 sur La Une et en France le 4 avril 2015 sur France 3.

## Synopsis
Le corps sans vie d'un notable de la région est retrouvé mort au pied des célèbres falaises de la ville d'Étretat, station balnéaire de la Manche. Si les investigations menées par la police, porte à croire qu'il s'agit d'un meurtre, on retrouve cependant une lettre dans laquelle ce dernier annoncerait son suicide.
Les deux enquêteurs, dépêchés par le parquet, vont alors découvrir que des secrets familiaux planent sur le clan familial de la victime. En outre, celle-ci, personne très religieuse, a légué sa fortune à une abbaye dont l'une des sœurs a disparu le jour-même de sa mort. Karine et Viktor, les deux policiers chargés de l'enquête, vont devoir démêler le vrai du faux.

## Fiche technique
- Réalisé par : Laurence Katrian
- Assistants réalisateur : Pascal Morucci - Fanny Goineau - Arthur Guerrand
- Scripte : Aurélie Maillol
- Département Caméra : Mathias Sabourdin - Didier Fremont - Éléonore Huisse - Arnaud Hebert
- Directeur de production : Laurent Graticola
- Administratrice de production : Sylvie Balloy
- Assistante de production : Brigitte Merveille
- Régisseur général : Hervé Odiard
- Régisseurs adjoints : Katy Navarre - Daniel Le Gall
- Assistants régisseurs adjoints : Pierre-Antoine Louis - Arnaud Joumel - Archibald Martin - Normann Rousseau
- Chef opérateur son : Antoine Mazan
- Perchiste : Laurent Peter
- Chef décoratrice :  Vanessa Clert
- Chef costumière : Amandine Catala
- Chef maquilleuse : Karine Fra
- Chef coiffeuse : Isabelle Bertaud-Patocska
- Chef opérateur : Thierry Jault
- Chef électricien : Olivier Neveu
- Chef machiniste : Bruno Dubet
- Producteur associé : Anne Leduc
- Produit par : Marie-Hélène Pagès pour CAPA DRAMA

## Distribution
- Adriana Karembeu : Karine Zenco
- Bruno Madinier : Victor Ortega
- Anne Loiret : Mathilde Maréchal
- Pierre Cassignard : Pierre Vergnault
- Edgar Givry : Jacques Maréchal
- Éric Pucheu : Jérémie
- Zoé Marchal : Mila
- Denis Maréchal : le procureur Lesourd
- Nathalie Corré : Lolo
- Catherine Wilkening : Sœur Bénédicte
- Sébastien Dupuis : adjudant Coquard
- Frédérique Tirmont : Sœur Marie-Agnès
- Jean Barney : le curé
- Didier Huguenin : le dîneur réclamant l'addition
- Éric Duteil : le patron de bar

## Lieux de tournage
Le tournage s'est déroulé du 22 novembre au 23 décembre 2014 à Étretat, à Fécamp (port et abbaye de la Trinité), aux abbayes de Montivilliers et de Graville,,.

## Accueil

### Audiences
- France : 4,066 millions de téléspectateurs (première diffusion) (17,9 % de part d'audience), deuxième derrière The Voice (TF1)[6].

### Réception critique
Télé-Loisirs accorde 3 étoiles sur 5 et le trouve « un peu lent, mais aux excellents dialogues ».
Pour Télé Poche c'est un « polar régional de bonne tenue » et « Adriana Karembeu poursuit son apprentissage de comédienne. Avec plus ou moins de réussite. ». Il accorde 2 étoiles sur 3.